# 박용팔
박용팔(朴龍八, 1935년 12월 10일 ~ )은 대한민국의 배우이다. 본명은 선종률(宣種律)이다.

## 생애
전라남도 장흥군에서 출생하였으며 1954년 연극배우 첫 데뷔한 그는 1959년 목포방송국(현재 KBS목포방송국) 라디오 성우 입사하기도 하였고 그 후 1963년 창극에 첫 출연하여 일약 인기를 끌었으며 이후 1970년대부터 영화 활동을 시작하였다.

## 출연 작품

### 영화
- 2012년 자칼이 온다 (Jakal) ...  할배 역
- 2007년 저 하늘에도 슬픔이 (Me Sky Sad) ... 구두 영감 역
- 2004년 그녀를 믿지 마세요 (Too Beautiful to Lie) ... 약국 할아버지 역
- 2003년 조폭 마누라 2 - 돌아온 전설 (My Wife A Gangster 2) ... 천식 노인 역
- 2002년 피아노 치는 대통령 (The Romantic President) ... 주점 손님 역
- 2001년 라이방 (Raibang) ... 원조 노인 역
- 2001년 이유 없는 반항 (Rebel Withour a Cause) ... 모텔 주인 역
- 2001년 천사의 시 (The Angel's Poem)
- 2001년 화산고 (Volcano High School) ... 막걸리 집 주인 역
- 2000년 깡패 수업 3 (The Rules of a Gangster 3) ... 오십남 역
- 2000년 행복한 장의사 (The Happy Funeral Director) ... 황지관 역
- 1999년 루트 7 (Route 7) ... 지운부 친구 역
- 1998년 엑스트라 (Extra) (특별출연)
- 1998년 찜 (Tie A Yellow Ribbon) ... 온천장 지배인 역
- 1998년 블루스 (Blues) ... 직원 역
- 1997년 바리케이드 (Barricade) ... 구멍가게 주인 역
- 1997년 일팔일팔 (1818, Profanity) ... 미화원 역
- 1997년 창 (Downfall)
- 1997년 할렐루야 (Hallelujah) (우정출연)
- 1997년 3인조 (Threesome, Trio) ... 극장 경비원 역
- 1997년 똑바로 살아라 (Do The Right Thing) ... 용팔이형 역
- 1996년 에로스 2 (Eros 2)
- 1996년 박봉곤 가출 사건 (The Adventure Of Mrs. Park) ... 수위 역
- 1996년 러브 스토리 (Love Story) ... 안경 행상 역
- 1996년 투캅스 2 (Two Cops 2) ... 사장 역
- 1996년 맥주가 애인보다 좋은 일곱가지 이유 (Seven Reasons Beer is Batter Than Love) ... 포장마차 주인 역
- 1996년 내일로 흐르는 강 (The River Flows To Tomorrow) ... 머피 주인 역
- 1995년 95 캉캉 69 (95 Can Can 69)
- 1995년 노란손수건 (Yellow Handkerchief)
- 1995년 여자 일기 (The Diary of Woman)
- 1995년 금홍아 금홍아 (My Dear KeumHong) ... 다방 주인 역
- 1995년 48+1 (Flower Cards) ... 전주 노름꾼 역
- 1995년 매춘 6 (Prostitution 6)
- 1995년 미란다 (Miranda) ... 남 1 역
- 1995년 남자는 괴로워 (Affliction Of Man)
- 1995년 사랑하기 좋은 날 (A Good Day to Fall in Love)
- 1994년 마누라 죽이기 (How To Top My Wife) ... 조합 중년 역
- 1994년 너에게 나를 보낸다 (To You From Me) ... 노점상 책장사 역
- 1994년 게임의 법칙 (The Rules Of The Game) ... 호텔 주인 역
- 1994년 하몽화몽 서울 (Jamon Jamon Seoul) ... 박 장노 역
- 1994년 해적 (The Pirates) ... 식당 손님 역
- 1994년 태백산맥 (The Tae Beak Mountains)
- 1994년 헐리우드 키드의 생애 (Life of Hollywood Kid) ... 복덕방 박씨 역
- 1994년 장미빛 인생 (Rosy Life) ... 인부 1 역
- 1994년 세상 밖으로 (Out To The World)
- 1994년 복카치오 '94 (Bocaccio '94)
- 1994년 두 여자 이야기 (The Story Of Two Women)
- 1994년 계약커플 (Contract Couple)
- 1994년 선유락 (Boating Dance) ... 고귀상 역
- 1993년 핑크빛 깡통 (Pink Can) ... 점쟁이 역
- 1993년 101번째 프로포즈 (The 101st Proposition)
- 1993년 참견은 노 사랑은 오예 (Love Is Oh Yeah) ... 애견센타 주인 역
- 1993년 소녀 18세 (Girl, 18 Years Old)
- 1993년 그 곳에 가고싶다 (To The Starry Island)
- 1993년 무엇에 쓰는 물건인고 (I Will Survive)
- 1993년 여자 아리랑 (Women's Arirang) ... 경찰 역
- 1993년 홧김에 (In Anger?)
- 1993년 첫사랑 (First Love)
- 1993년 꾼샤낭 (The Hunter for Love)
- 1992년 소녀경 (The Maiden Scriptures)
- 1992년 요절복통 신앙반뎐 (The Hilarious Story A Noble Class Man) ... 용팔 역
- 1992년 걸어서 하늘까지 (Walking All The Way to Heaven)
- 1992년 겨울연가 (A Winter Love Song)
- 1992년 머저리와 도둑놈 (The Fool and The Theif)
- 1992년 서커스단에 나타난 검객 산지니 (Sanjie, the swordsman who showed up at the circus)
- 1992년 변금련 2 (Byun Geum ryun 2) ... 건달 역
- 1992년 뽕 3 (Mulberry 3)
- 1992년 우리들의 일그러진 영웅 (Our Twisted Hero) ... 소사 역
- 1992년 그대안의 블루 (Blue In You)
- 1992년 아들과 연인 (The Son And The Lover)
- 1992년 시비시비 (The Right Wrong) ... 박 노인 역
- 1992년 하얀 전쟁 (White Badge) ... 고구마 장수 역
- 1992년 애사당 홍도 (Hong Do) ... 쇠돌 역
- 1991년 서울의 달빛 (The Moonlight of Seoul)
- 1991년 맨발에서 벤츠까지 (From Barefoot To Bentz) ... 장물팀 2 역
- 1991년 전갈군단 (The Scorpion Troop)
- 1991년 하얀 비요일 (A Rainy Day) ... 관리인 역
- 1991년 갈마 (Karma) ... 노인 1 역
- 1991년 밀크초콜릿 (Milk Chocolate) ... 성소아 역
- 1991년 예수천당 (Jesus Heaven) ... 일본 형사 역
- 1991년 오늘 같이 좋은 날 (A Great Day Like Today) ... 일본인 역
- 1991년 10대의 반항 (The Teen Rebellion)
- 1991년 엽전 도사와 젓가락 도사 (Brass Coin, Chopsticks)
- 1991년 장군의 아들 2 (The General's Son 2)
- 1991년 사의 찬미 (Death Song)
- 1991년 007 폭소 대작전 (007 Foxo)
- 1991년 돈키호테와 산초 특공대 (Donkihote Of Sancho Special forces)
- 1991년 춘정 (Carnal Desire)
- 1991년 이태원 밤하늘엔 미국 달이 뜨는가 (Does the Amerian Moon Rise Over Itaewon?)
- 1991년 변금련 (Byun Geum ryun)
- 1991년 토끼를 태운 잠수함 (The Submarine With A Rabbit Aboard) ... 만화방 주인 역
- 1991년 장미여관 (Rose Motel) ... 전자 상가 사람 역
- 1991년 젊은 날의 초상 (Portrait of the Days of Youth) ... 주점 주인 역
- 1990년 나의 사랑 나의 신부 (My Love, My Bride) ... 다방 손님 역
- 1990년 그들도 우리처럼 (Black Repubilc) ... 배씨 역
- 1990년 영구와 땡칠이 3: 영구 람보 (Young-Gu And Ddaeng Chil: Young Gu Rambo)
- 1990년 고금소총 2 (Unchanging Weapon 2)
- 1990년 가보면 알거야 (You'll Know When You Get There) ... 용팔 역
- 1990년 청송으로 가는 길 (Road To Cheongsong Prison)
- 1990년 어둠의 딸 (Daughter of Darkness)
- 1990년 꿈 (The Dream) ... 무사 1 역
- 1990년 꼴찌부터 일등까지 우리반을 찾습니다 (Our Class Accepts Anyone Regardless of Grade)
- 1990년 남자 시장 (Man Market)
- 1990년 수탉 (Rooster) ... 업자 역
- 1990년 캬바레부인 (Mrs. Cabaret) ... 중년 역
- 1990년 오세암 (Ose am Temple) ... 행운스님 역
- 1990년 남부군 (North Korean Partisan In South Korea) ... 주성일 역
- 1990년 별난 두 영웅 (Two Wacky Heroes)
- 1990년 서울 통화중 (Seoul Is Busy On the Phone) ... 일본인 남자 역
- 1990년 비오는 날 수채화 (A Sketch of A Rainy Day) ... 병환 부 역
- 1990년 새벽을 깨우리로다 (Wake Up The Dawn)
- 1990년 마리화나 (Marihuana)
- 1990년 창부일색 (Prostitutes) .. 상두꾼 역
- 1989년 회색도시 2 (The Gray City 2) ... 수산시장 아저씨 역
- 1989년 앗싸! 호랑나비 (Go Ho Rang Butterfly!)
- 1989년 밥풀떼기 형사와 쌍라이트 (The Doofus Detective and Twin Light Brothers)
- 1989년 매춘 2 (Prostitution 2) ... 대머리 역
- 1989년 크라이막스 원 (The Cilmax One) ... 달동네 주민 3 역
- 1989년 달아난 말 (Speeding Horse)
- 1989년 누가 꽃밭에 불을 지르랴 (Who Can Set the Flower Bed on Fire?)
- 1989년 상처 (The Wound)
- 1989년 오늘여자 (Today's Women)
- 1989년 들병이 (Deul byung ie)
- 1989년 구로 아리랑 (Guro Arirang) ... 다세대 주인 역
- 1989년 단단한 놈 (The Solid Man)
- 1989년 껄떡쇠 (Kul-duk soi)
- 1989년 강남 꽃순이 (Flower Girl of Kang-nam)
- 1989년 오색의 전방 (The Rainbow Miracle Drug) ... 남편 역
- 1989년 건드리지 좀 마 (Leave Me Alone)
- 1989년 개그맨 (Gagman)
- 1988년 뽕 2 (Mulberry 2)
- 1988년 늑대의 호기심이 비둘기를 훔쳤다 (The Wolf's Curiosity Stole Pigeons)
- 1988년 삼박골 보리밭 (Barley Field in Sam bak Valley) ... 영감 2 역
- 1988년 성공시대 (The Age Of Success) ... 역술가 역
- 1988년 업 (Karma)
- 1988년 가루지기 (Byon Gang soi)
- 1988년 매춘 (Prostitution)
- 1988년 변강쇠 3 (Byon Gang Sae 3)... 이방 역
- 1988년 고금소총 (Unchanging Weapon) ... 엿장수 역
- 1988년 사방지 (Sabangji) ... 집사 역
- 1988년 멋장이 세상 (A Wonderful World) ... 계장 역
- 1988년 칠수와 만수 (Chil Su And Man Su)
- 1988년 회장님 우리 회장님 (Chairman, Our Chairman)
- 1988년 욕 (Shame)
- 1988년 지리산의 성난 토끼들 (The Angry Rabbits of Mit. Jiri)
- 1987년 우리는 지금 제네바로 간다 (We Are Going to Geneva Now) ... 장군 역
- 1987년 두 여자의 집 (The Home of Two Women) ... 유화의 집 정원사 역
- 1987년 푸른 계절의 열기 (The Passion of the Blue Season)
- 1987년 마님 (Madame)
- 1987년 웅담부인 (A Bold Woman) ... 술집 주인 역
- 1987년 기쁜 우리 젊은 날 (The Joyful Young Days)
- 1987년 사노 (Slaves) ... 청지기 역
- 1987년 변강쇠 속 (Byon Gang Sae - Sequel) ... 대감 역
- 1987년 87 영자의 전성시대 (Young Ja in Her Prime in 1987)
- 1987년 산딸기 3 (Wild Strawberries 3)
- 1987년 박철수의 헬로 임꺽정 (Hello Im Kuk Jeong)
- 1987년 딱 한번 만나요 (Just Once)
- 1987년 고속도로 (Highway)
- 1987년 화려한 변신 (Gorgeous Transformation)
- 1987년 영웅 돌아오다 (Hero is Back) ... 관리인 역
- 1987년 한쪽날개의 천사 (One Winged Angel)
- 1987년 토요일은 밤이 없다 (Saturdays With No Nights) ... 박 사장 역
- 1987년 나는 다시 살고 싶다 (I Want To Live Again)
- 1986년 무진 흐린뒤 안개 (Foggy after Clouds in Mujin)
- 1986년 금달래 (Keum Dal rae)
- 1986년 이장호의 외인구단 (Lee Jang-ho's Baseball Team)
- 1986년 투명인간 (Saturdays With No Nights)
- 1986년 허튼소리 (Jung-kwang's Nonsence)
- 1986년 내시 (Eunuch)
- 1986년 겨울 나그네 (Winter Wanderer)
- 1986년 안개 기둥 (A Pillar of Mist) ... 아이들 역
- 1986년 방황하는 별들 (The Wandering Stars) ... 방범 1 역
- 1985년 수렁에서 건진 내 딸 2 (My Daughter Rescued from the Swamp)
- 1985년 삼색스캔들 (Colorful Scandal)
- 1985년 물목 (River Fork)
- 1985년 졸업여행 (Graduation Journey)
- 1985년 피조개 뭍에 오르다 (An Ark Shell Lands On Earth)
- 1985년 장사의 꿈 (Dreams of The Strong) ... 스튜디오, 배우 역
- 1985년 그 어둠에 사랑이 (Love In the Dark)
- 1985년 고추밭의 양배추 (Cabbage in a Pepper Field)
- 1985년 고래 샤낭 2 (Whale Hunting 2)
- 1985년 미스 김 (Mrs. Kim)
- 1984년 산딸기 2 (Wild Strawberries 2)
- 1984년 사랑하는 자식들아 (To My Chlidren With Love)
- 1984년 뜸부기 새벽에 날다 (A Bird Flying At Dawn)
- 1984년 초대받은 성웅들 (Invited Saints)
- 1984년 88 짝꿍들 (Soul Matas of '88)
- 1984년 그해 겨울은 따뜻했네 (The Winter That Year Was Warm)
- 1984년 새댁 나팔을 불기 시작했다 (The Bride Started To Blow The Trumpet)
- 1984년 고래 사냥 (Whale Hunting)
- 1984년 각설이 품바 타령 (Vagabond Singer's Begging Song)
- 1984년 흐르는 강물을 어찌 막으랴 (You Can't Stop a Flowing River)
- 1984년 과부춤 (Widow Dance)
- 1984년 내자 마지막 본 흥남 (Heungnam City That I Saw Last) ... 노인 1 역
- 1983년 돌아온 용팔이 (Yong Pal Has Returned)
- 1983년 경아의 사생활 (Kyung ah's Private Life)
- 1983년 여인잔혹사 물레야 물레야 (Spinning the Tales of Cruelty Towards Women)
- 1983년 비련 (Tragic Love)
- 1983년 참새와 허수아비 (The Sparrow and the Scarecrow) ... 손님 2 역
- 1982년 0점하의 자식들 (0 Treamnet Beni)
- 1982년 모정 (Mother's Love)
- 1982년 욕망의 늪 (The Swamp of Desire)
- 1982년 산딸기 (Mountain Strawberries)
- 1982년 백구야 훨훨 날지마라 (Sea Gull, Don't Fly Away)
- 1982년 평양박치기 (Pyongyang Head Butt)
- 1982년 죽으면 살리라 (Die To Love)
- 1982년 꼬방동네 사람들 (People of Ko-bang Neighborhood)
- 1982년 밤을 기다리는 해바라기 (The Sunflower That Waits For Night)
- 1982년 내가 사랑했다 (I Did Love)
- 1982년 사랑의 노예 (Slave of Love)
- 1982년 집을 나온 여인 (The Woman Who Left Home)
- 1981년 여자가 울린 남자 (The Man Made to Cry by a Women)
- 1981년 슬픈 계절에 만나요 (Let's Meet the Sad Season)
- 1981년 네 모든 것을 빼앗겨도 (Even If You Take Everything)
- 1981년 난장이가 쏘아올린 작은 공 (The Ball Shot by a Midget)
- 1981년 육체의 문 (The Door to the Flash)
- 1980년 하늘이 부를 때까지 (Until Heaven Calls)
- 1980년 잊어야 할 그사람 (The Man to be Forgotten)
- 1980년 평양맨발 (The Barefoot in Pyongyang)
- 1980년 별명붙은 사나이 (The Man With a Nickname) ... 대식 역
- 1980년 팔불출 (Dull Servant Pal Bul Chul)
- 1979년 아침에 퇴근하는 여자 (The Woman Who Leaves Work in The Morning)
- 1979년 영원한 관계 (The Eternal Relationship)
- 1977년 악인이여 지옥행 급행열차를 타라 (Devil! Take The Train To Hell)
- 1976년 7인의 말괄량이 (Seven Tomboys)
- 1976년 사나이 악수 (Handshake Between)
- 1976년 해뜰날 (The Day of Success)
- 1976년 용서받은 여인 (Forgiven Woman)
- 1975년 10대의 영광 (Glory In Ten's)
- 1975년 새벽에 온 방문객 (Vistor in Dawn)
- 1975년 탈출 (Escape)
- 1974년 아리랑 (Arirang)
- 1974년 사하린과 하늘과 땅 (Sahalin Of Sky Ground)
- 1974년 이름모를 소녀 (A Girl Whose Name is Unoknown)

### 드라마
- 2001년 상도 (MBC 특별기획드라마)
- 1995년 모래시계 (SBS 특별기획드라마)